# 李泰栄
李 泰栄（り たいえい、韓国名、朝: 이태영, イ・テヨン 1955年7月11日 - ）は日本のCMディレクター・演出家である。
東京都中央区出身。青山学院大学卒業。

## 略歴・人物
東京・銀座で貿易会社を営む在日韓国人の子として生まれる。青山学院初等科からそのままエスカレーター式に大学に入学するも、当時は国籍差別の影響が大きく、就職口が少なかったため、同大学卒業間際に日本総天然色出身のCMディレクター、高杉治朗により設立されたCM制作プロダクション、CMランドにアルバイトとして入社する。
入社当初は制作部門に配属されると共に、上司の高杉から毎回のように説教されていたという。のちに高杉に企画部門への異動を懇願し、試験を受けて異動を果たすと共に地道な下積み期間を経て、1981年に独立し、CM企画オフィス「ももプラン」を設立。同年パルコのCM「水と女」で、CMディレクターとしてデビューする。その後も1983年にサントリーオールドのCM、「ウサギのママとアルマジロのバーテンダーのいるバー」でCM演出を担当。パペットアニメーションを効果的に用いたビジュアルが評判となり、注目を集めると共に、その後もHONDA・プレリュードなどのCM演出を手掛けると共に、映像を中心としたCM企画以外にも、大型レストランの空間演出企画などにも進出する。
1992年には、1980年代初頭に渋谷に開店したカフェバー、「SOHO's」（ソーホーズ）をオープンさせたことで知られるソーホーズ・ホスピタリティ・グループ社長の月川蘇豊に抜擢され、世田谷区中町にイタリアン・レストランの「SOHO's WEST」と台湾小皿料理の「青龍門WEST」の空間プロデュースをおこなう。「SOHO's WEST」では蒸気機関を用いたスチームオペラや、男性器をイメージした、触ると喘ぎ声を上げる柱に加え、「青龍門WEST」では1時間ごとに壁に仕掛けられたパチンコ台からフィーバー時のデジタル音が鳴り響くという、遊園地のアトラクションのような空間が話題になった。その後も1995年に新宿に誕生し、奇怪なアトラクションで話題になった「青龍門 天」の空間プロデュースも担当している。
その後もCMを中心に映像の企画・演出を手掛けながらも、現在に至るまで、各種映像のトータルな演出を担当している。ただし空間プロデュース業に関しては、現在はその業務から撤退している。